# Hydroponie
Cet article concerne une forme de culture hors-sol. Pour les autres significations, voir Hors-sol.

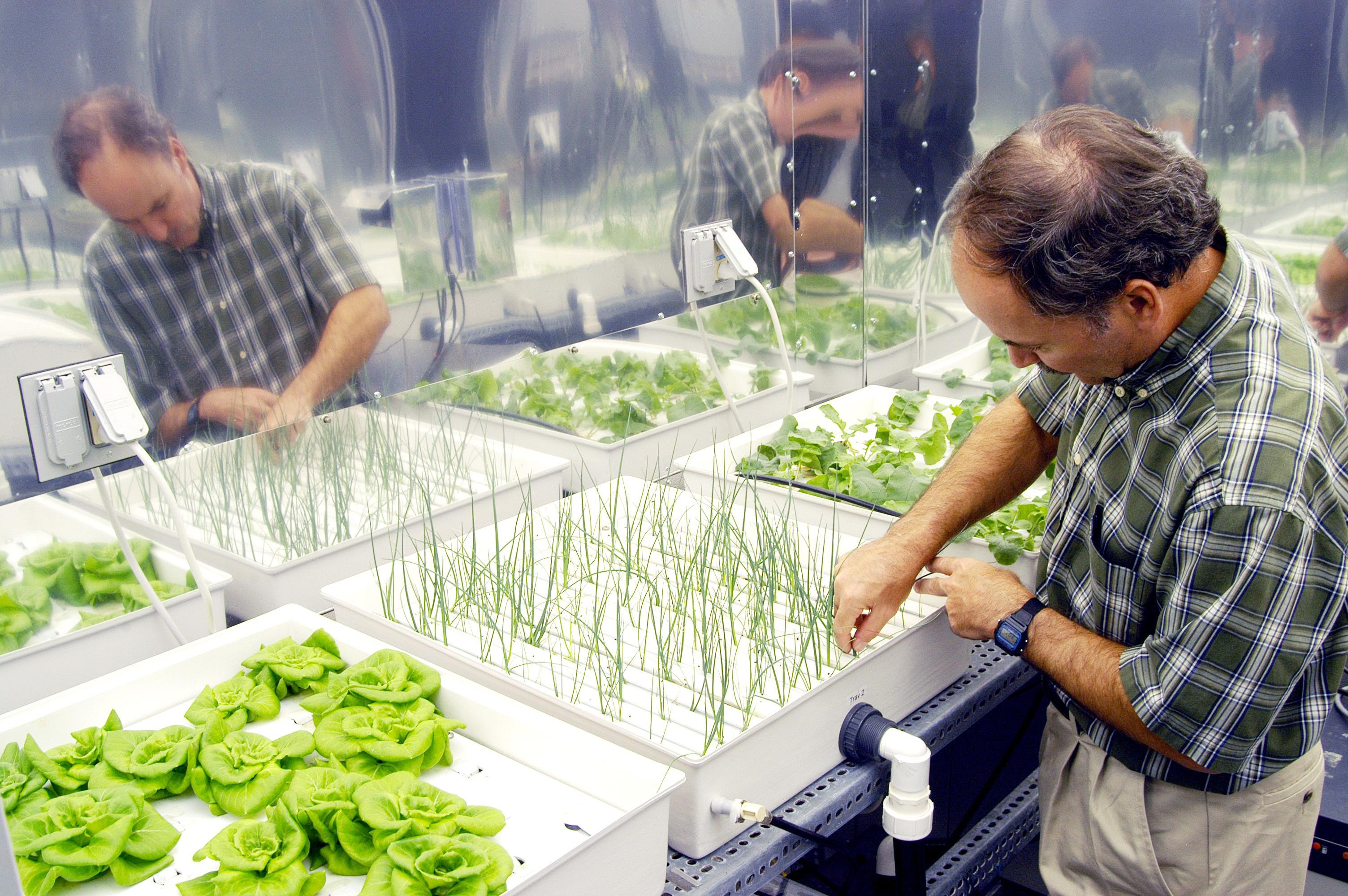
Un chercheur de la NASA vérifie les oignons hydroponiques : à sa gauche se trouve de la laitue Bibb et à sa droite des radis.

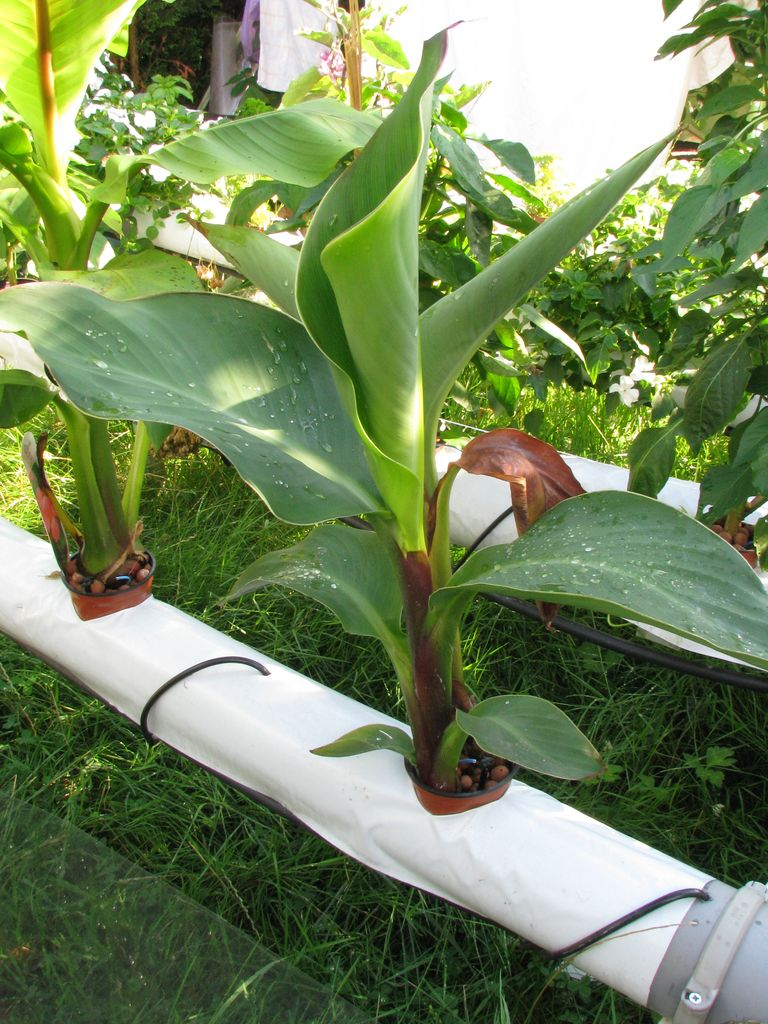
Photo d'un plant de bananier dans le potager hydroponique HydroTown.

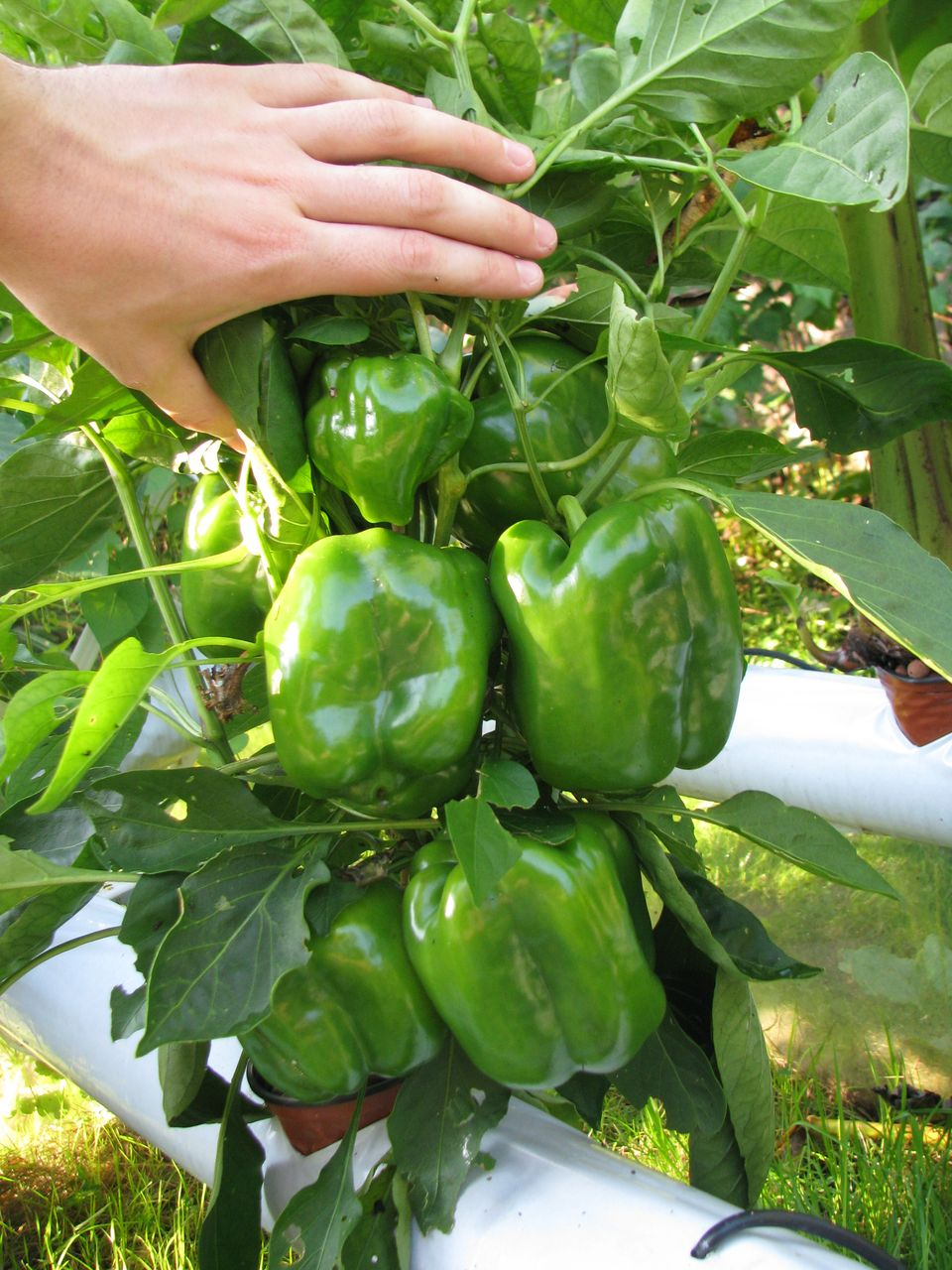
Récolte de poivrons sur le potager hydroponique HydroTown.

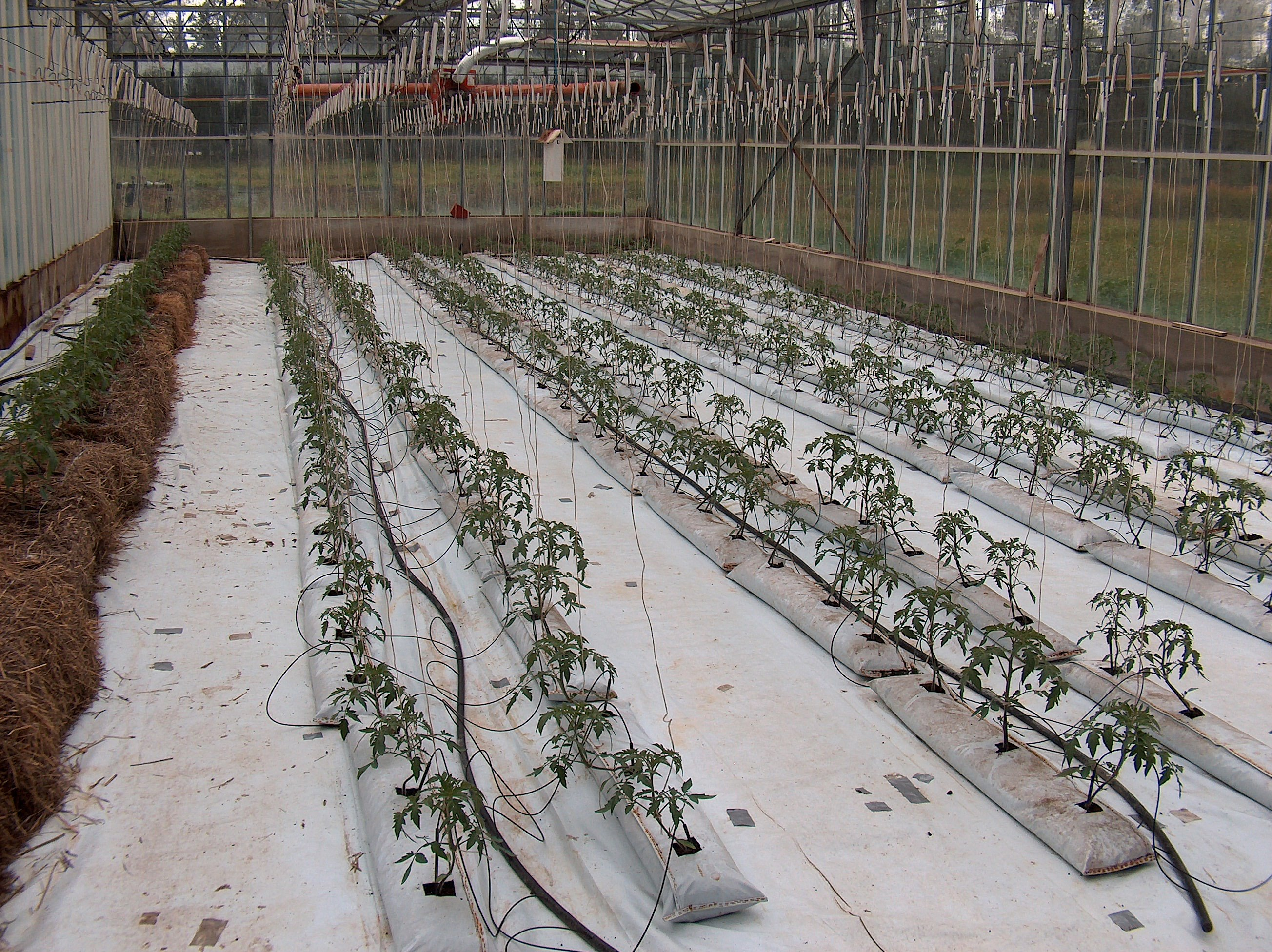
Culture hydroponique de tomates (hybrides de Black Macigno), Sardaigne, Italie.

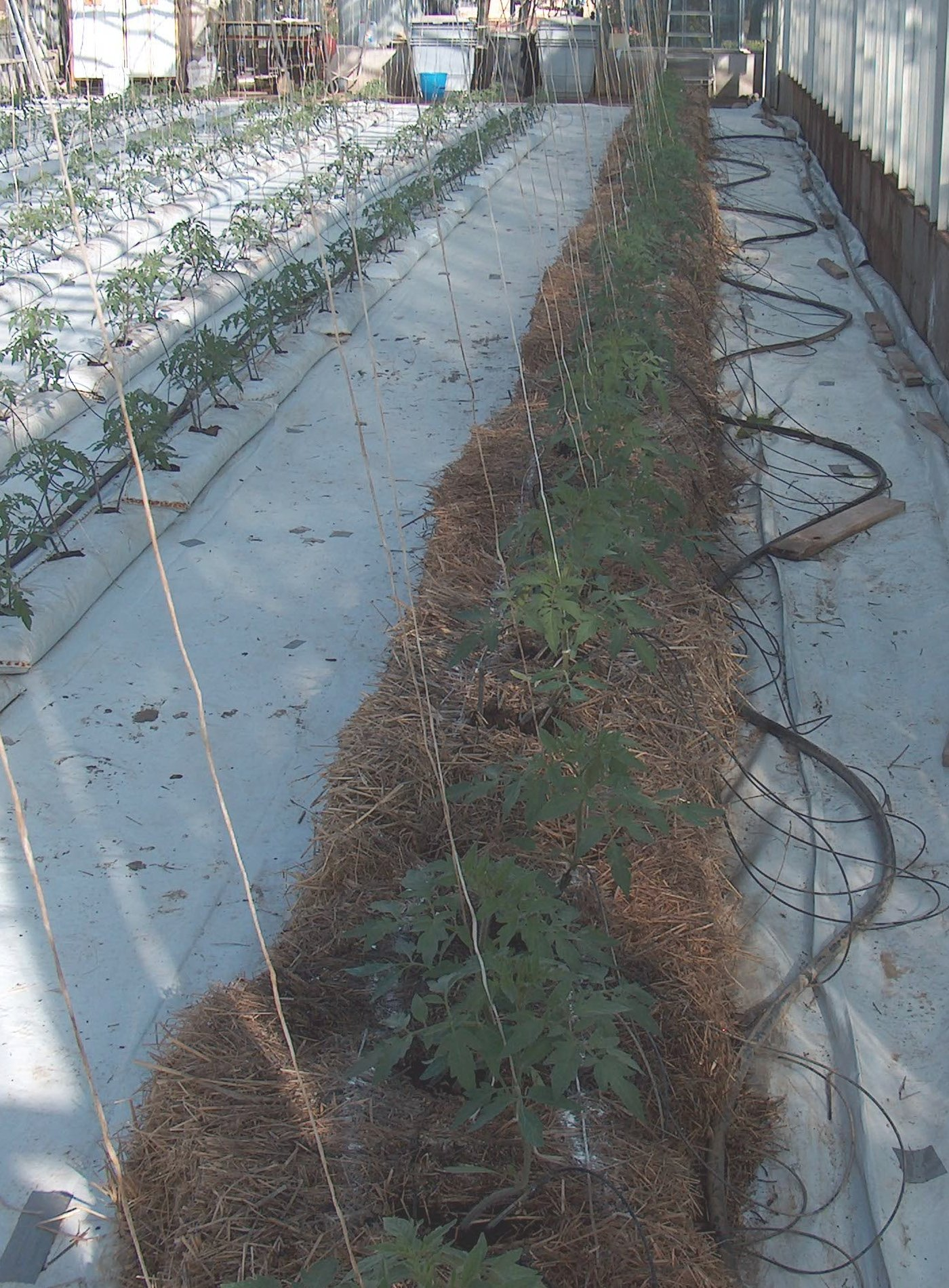
Variante de culture hydroponique de tomates, sur ballot (hybrides de Black Macigno), Sardaigne, Italie.

L’hydroponie ou culture hydroponique, est la culture de plantes réalisée sur un substrat neutre et inerte (de type sable, pouzzolane, billes d'argile, laine de roche etc.), ce substrat étant irrigué d’un courant de solution qui apporte des sels minéraux et des nutriments essentiels à la plante.
C'est une technique alternative de culture des végétaux qui peut être mise en place dans des exploitations agricoles de toutes tailles. La culture hydroponique a connu une utilisation en horticulture et dans la culture sous serre de certains légumes. Elle peut permettre d'accélérer le processus de maturation des fruits grâce à un rythme nycthéméral plus rapide et d'obtenir plusieurs récoltes par an. Elle est utilisée également en agriculture urbaine pour produire localement et pour végétaliser cet environnement urbain. Des variantes de cette technique de culture se sont développées telles que l'aéroponie ou l'aquaponie. Elle peut constituer aussi, semble-t-il, une réponse à des problèmes d’eau et de pollution, ou à l'insuffisance de terres cultivables, mais aussi être utilisée par des chercheurs pour faire des recherches sur les végétaux, que ce soit pour les plantes médicinales ou encore pour les micro-organismes.

## Définition, étymologie et principes
L’hydroponie, ou culture hydroponique (ou agriculture hors-sol), du grec πονος (ponos, « le travail » ou « l'effort ») et ὕδωρ (hudōr, « l'eau »), est la culture de plantes par l'action de l'eau, le plus souvent sur un substrat neutre et inerte (de type sable, pouzzolane, billes d'argile, laine de roche etc.), se substituant au sol traditionnel. Ce substrat est régulièrement irrigué par de l'eau ou par un courant liquide qui apporte des sels minéraux et des nutriments essentiels à la plante.
Proche de la culture hors-sol, l'hydroponie est cependant plus restreinte, la culture hors-sol comprenant toutes les cultures hors «terre-pleine» dont les cultures en pot, avec de la terre.
Pour que les végétaux poussent de manière optimale, ils ont besoin de lumière (qu’elle soit naturelle ou artificielle), d’une température stable et tempérée, d’une hygrométrie de l’air suffisante ainsi que d’une oxygénation satisfaisante des racines, enfin d’une nourriture adéquate en suffisance composée d’eau, de sels minéraux et d’oligo-éléments. Les plantes possèdent un métabolisme qui est capable d’assimiler des aliments et de les éliminer sous forme de déchets, comme bon nombre d’êtres du règne du vivant. Êtres vivants immobiles, les plantes assimilent leur nourriture sous forme d’eau minéralisée grâce à leurs racines, et à l’énergie de la lumière. Dans la nature, c’est le sol qui joue le rôle de réservoir de sels nutritifs. Il est cependant très rare d’avoir un sol de qualité qui possède tous les éléments nécessaires à la vie des végétaux dans des proportions optimales. De plus, l’acidité adéquate est propre à chaque plante et peut grandement varier en fonction du terrain, de la météo ou encore des saisons. Les cultures potagères et les cultures de fleurs, par exemple, nécessitent un pH se situant entre 5.5 et 6.5 (acide). L'intérêt de l'hydroponie est de mieux contrôler les conditions de développement, les cultures se déroulant sans terre mais avec un substrat que l'on choisit en fonction de ses objectifs et que l'on dispose selon l'espace dévolu à la culture, une solution liquide que l'on maîtrise, et que l'on peut recycler, et des dispositifs pour contrôler les autres paramètres comme l'acidité.
Au-delà de ces avantages (moindre consommation d'eau, croissance contrôlée et rapide, meilleure maîtrise de la précocité, ...), la culture hydroponique permet également une automatisation de la culture : température, éclairage, contrôle du pH et de la concentration en éléments nutritifs du liquide, ventilation.

## Histoire

### Premières apparitions de culture hors-sol
Les jardins suspendus de Babylone sont souvent cités comme une des premières utilisations de l'hydroponie. En fait, il semble que ces jardins n'étaient pas des cultures sans terre : les plantes poussaient dans des rigoles alimentées de façon ininterrompue en eau, mais ces rigoles étaient remplies de terre, ou encore sur des terrasses successives avec des couches de terre et des systèmes d'élévation de l'eau pour les irriguer.
Les peuples vivant au bord de lacs de hautes montagnes du Pérou comme le lac Titicaca, cultivaient leurs potagers à la surface de l'eau. Les Aztèques quant à eux s'établirent dans les marécages proches de la future ville de Mexico et conçurent des sortes de radeaux faits de joncs et de roseaux recouverts d'une couche de limon nommés chinampa sur lesquels les agriculteurs jardinaient. Les racines des plantes plongeaient dans l'eau des lacs : sans le savoir, ils étaient les précurseurs d'une espèce d’aquaculture primitive. De même, Marco Polo constata l'existence de jardins flottants en Chine.
Les Chinois emploient encore des techniques millénaires de culture sur gravier.
Moyen-Orient, Amérique, Asie, ..., des exemples existent aussi en Afrique.
Sur la côte méditerranéenne, en Tunisie, dans les environs de Ghar El Melh et dans la lagune de même nom, des parcelles sablonneuses ont été exploitées dès le XVIIe siècle  et jusqu'au Xxie siècle pour pallier à la fois les insuffisances en terres cultivables et en eau douce. Elles s’étendent sur environ 200 hectares. L’eau de pluie ruisselle des collines vers ces terrains sablonneux entourant les lagunes, où elle reste piégée au-dessus d’une couche d’eau salée. Les légumes cultivés dans cet espace (pommes de terre, laitues, oignons, etc.) plongent leurs racines jusqu’à cette fine couche d’eau douce qui remonte dans le sable deux fois par jour, poussée par les marées. Ce système permet de cultiver toute l’année, sans irrigation artificielle et sans puiser dans les réserves de la nature. 300 agriculteurs environ utilisent cette technique ancestrale , désormais menacée par les dérèglements climatiques et la pression immobilière sur la côte.

### Recherches occidentales sur les cultures hors-sol
Au XVIIIe siècle, les botanistes se sont intéressés à la manière dont les plants peuvent se nourrir. Ainsi selon l'abbé Pierre-Nicolas Bertholon de Saint-Lazare (1783), Du Hamel a pu élever un chêne durant sept ans, en ne lui donnant que de l’eau, et on sait faire pousser des mois entiers de branches de saule, uniquement dans l’eau. Et « M Bonnet a élevé des arbres fruitiers, dont il e eu des fruits, en n’employant que de la mousse qu’il arrosoit ». Mais à la même époque, John Woodward, notamment, naturaliste anglais, démontre par une série d'observations et d'expériences, que les plantes se nourrissent d'éléments trouvés dans la terre et dans l’eau.
Mais la culture hors-sol que l’on connaît de nos jours est née au XIXe siècle en Allemagne, à la suite de recherches, notamment celles de Julius von Sachs, visant à découvrir de quels nutriments solubles se nourrissaient les plantes. Ces premières ébauches seront appelées hydroponie, ou hydroculture, mot qui vient du mot allemand Hydrokultur. Cette culture remplace le sol traditionnel par une solution nutritive renouvelée régulièrement, et permet la culture d’un grand nombre de légumes ainsi que de certains fruits. Les travaux de Julius von Sachs, avec l'aide d'un autre chercheur allemand, l'agrochimiste Wilhelm Knop, mettent en évidence le rôle de l’eau, de l’air, et du sol. Et c’est précisément en cherchant le rôle de chacun des éléments constituants le sol, qu’ils se sont aperçus que celui-ci pouvait être totalement reconstitué de façon artificielle. Simultanément et de manière indépendante, ils réussissent à faire pousser des plantes sur des milieux entièrement liquides constitués d’eau et de sels minéraux.
À la suite de ces découvertes, les scientifiques ont réellement commencé à s’intéresser à ce sujet. Mais ce n’est qu’en 1930 que William Frederik Gericke produisit le premier système hydroponique commercial aux États-Unis. Pendant la Seconde Guerre mondiale, des Américains cultivèrent des légumes hydroponiques dans les îles volcaniques du Pacifique pour assurer l’apport en vitamine nécessaire à la bonne santé de leurs troupes qui y étaient en garnison. Des dispositifs techniques complémentaires, apportant des facilités d'exploitation, apparaissent durant les décennies suivantes, par exemple l'usage de la laine de roche comme substrat dans les années 1960, ou encore le système NFT (Nutrient Film Technique) dans les années 1970.
Aujourd’hui, la culture hors-sol est pratiquée en agriculture sur des millions d’hectares dans le monde. Un grand nombre des légumes frais comme la tomate, le concombre, la courgette, la laitue, le poivron, les piments, les épinards, les brocolis, les haricots, les carottes, les betteraves, les pommes de terre, les herbes aromatiques, qui sont cultivés en serre sont issus de cultures hors-sol, et, c’est également le cas de la majorité des fleurs coupées que l’on retrouve chez les fleuristes.

## Variantes techniques

### Utilisation ou non de serres
La culture intensive hydroponique s'est développée dans la seconde partie du Xxe siècle en grande partie sous serre. Dans une logique productiviste, qui était celle qui prévalait alors, l'utilisation de serre permet de mieux contrôler les températures et de libérer le producteur des aléas climatiques. Des containers ont également été utilisés.

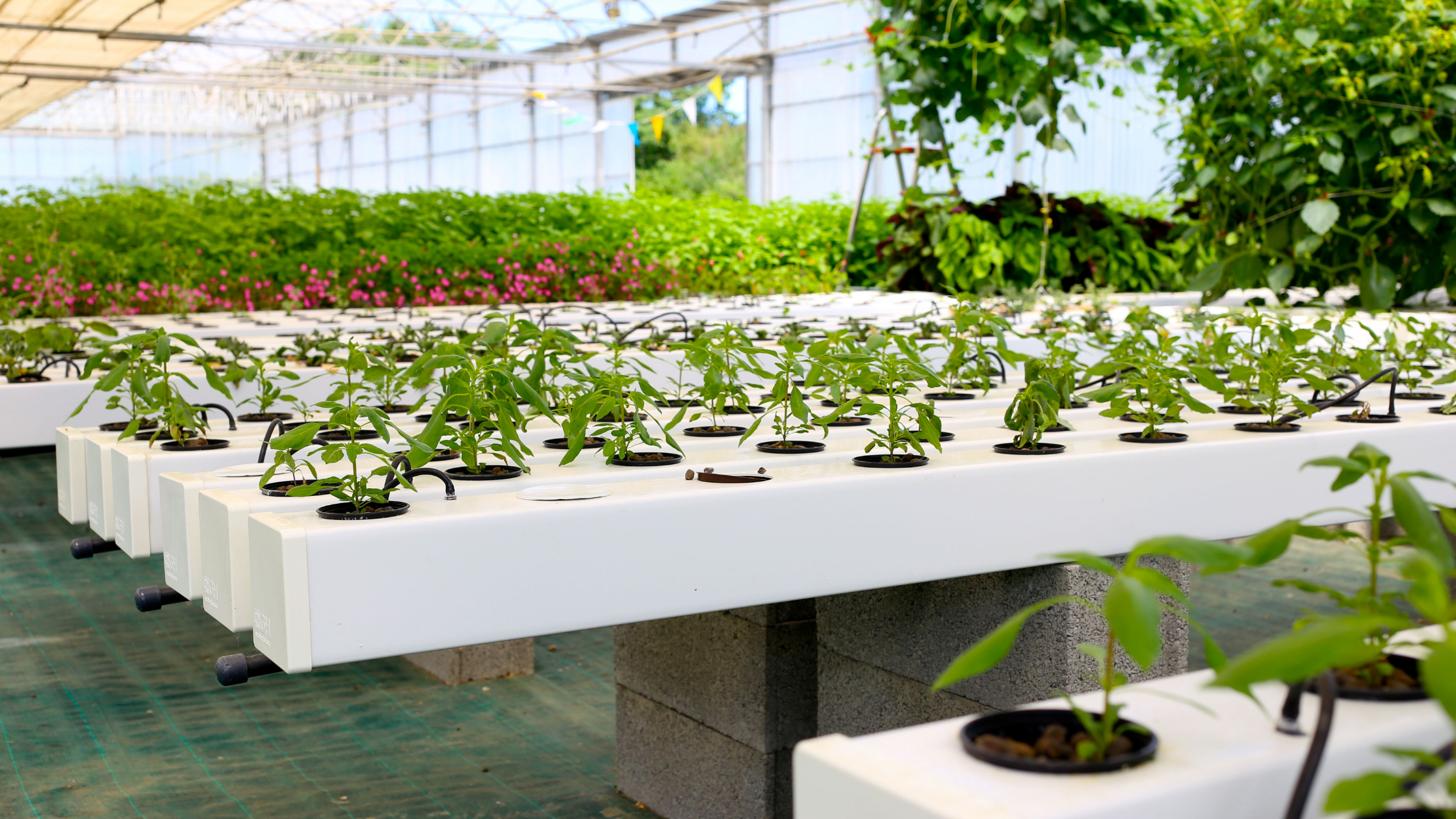
La microferme hydroponique Les Sourciers se démarque par sa petite taille et son approche écologique globale

On constate aussi l’apparition en France de microferme hydroponique sous serre non chauffée, comme la microferme Les Sourciers dans le Gers (2013). Ce type de microferme se démarque par une petite taille induisant un petit rendement et une approche écologique globale, sans système de chauffage ou de lumière artificielle.
Par contre, plus récemment, dans son utilisation en ville sur des toits ou terrasses, les dispositifs hydroponiques s'installent plus souvent en plein air, quand l'objectif principal est de végétaliser ces villes, ou de participer à leur autorégulation :   « L’agriculture urbaine ne peut être uniquement nourricière. Notre but est aussi d’être des régulateurs bioclimatiques en ville, en participant aux traitements des eaux, des déchets, en exploitant les îlots de chaleur, en enrichissant la biodiversité végétale», explique ainsi le biologiste Yohan Hubert, créateur avec sa société Sous les Fraises de plusieurs jardins urbains dans des cités urbaines.

### Utilisation ou non de pesticides
Des monocultures intensives, en terre comme hors-sol, sont vulnérables à la propagation rapide de pathogènes. Comme les cultures en terre, les cultures hors-sol ont pu faire usage de pesticides pour optimiser les productions.
L’usage des pesticides en serre (milieu plus ou moins fermé) et dans les systèmes fermés d'irrigation ou de brumisation pose des problèmes particuliers de dosage et de qualité de l’air intérieur de la serre ou du liquide nutritif. Dans une serre agricole (hydroponique ou non, et même bien aérée), l'air peut ainsi être très concentré en pesticides, notamment dans les heures qui suivent l'épandage (s'il y a eu épandage de tels produits sur les plantes ou le sol ou fumigation). Respirer ces produits chimiques (ou mélanges de produits) a des effets sur la santé des travailleurs encore mal compris, éventuellement synergiques (effet combiné de pesticides entre eux, ou avec leurs molécules de dégradation ou de photodégradation, ou sensibilisation croisée avec l'exposition à la lumière, etc.).
Les teneurs de l’air en pesticide ou molécules de dégradation varient principalement selon le taux d'application et la volatilité (constante de Henry) du produit. On a ainsi montré en serre de culture hydroponique que les épandeurs respirent plus de chlorothalonil que de méthamidophos. La durée de présence dans l’air varie selon ce même paramètre, mais aussi selon la vitesse de dégradation des molécules (notamment à la lumière). Pour le Méthamidophos (très volatil), le pic de concentration dans l'air apparait environ 2 heures après l'application (27,5 μg/m3), en raison de sa forte volatilité, et jusqu’à 12 heures après l'application, une diminution rapide est enregistrée dans l'air (pour arriver à 0,45 μg/m3  6 jours après l'application). Le Chlorothalonil bien que moins volatil atteint 4,9 µg/m3 après application, pour arriver à 0,15 μg/m3 à 6 jours après l’application. Ces deux pesticides ont été mesurés dans l'eau de vidange du système hydroponique où les taux, élevés après l’application diminuent régulièrement en 3 jours environ. Dans un système hydroponique fermé, ces deux pesticides sont accumulés dans le milieu nutritif durant 24 heures puis « disparaissent » lentement en 3 jours environ.

### Serres contrôlées
Les serres contrôlées permettent d’empêcher l'entrée des maladies ou des insectes nuisibles. C'est une des solutions pour supprimer l'utilisation de pesticides.

### Aéroponie
L’aéroponie représente l’une des plus récentes évolutions des techniques de cultures hors-sol et aussi une des plus sophistiquées. En effet, les racines des plantes ne sont en contact ni avec un milieu solide, ni même avec un milieu liquide : elles sont alimentées par un brouillard nutritif obtenu par brumisation (via un brumisateur) de la solution nutritive dans un milieu fermé.
L’aéroponie est un système qui optimise la croissance des plantes en créant l’équilibre idéal entre la circulation de la solution nutritive et la quantité d’oxygène qui y est dissoute. La solution est récupérée puis réutilisée : le système fonctionne en circuit fermé, ce qui limite l’évaporation de l’eau. L’atmosphère du milieu de culture où se trouvent les racines est saturée par un brouillard nutritif qui se dépose sur les racines puis ruisselle sur ces dernières en assurant leur alimentation minérale.
Ce système assure un excellent rendement, qui est dû au fait que les plantes qui poussent en aéroponie créent une masse de racines beaucoup plus importante que les autres. La pulvérisation, qui peut être continue, est en général discontinue, par cycles de 15 à 20 minutes, avec des arrêts de quelques minutes pendant la journée, et de quelques heures durant la nuit.

### Système à flux continu
Ce système est généralement de petite taille et constitué de plusieurs petites unités. Ce système a des applications multiples. Il est surtout utilisé pour la culture de plantes mères (plantes sur lesquelles on prélève des boutures), pour des plantes culinaires ou aromatiques.
Cette technique permet aux plantes de s’épanouir pleinement. Les plantes poussent dans des bacs opaques remplis le plus souvent de billes d’argile, car ce substrat n’engendre pas de déchets et donc n’encrasse pas le réservoir qui est placé au-dessous. Pour éviter que les racines ne soient abîmées par la pompe, ici, c’est une autre technique qui est utilisée. Une pompe à air envoie la solution dans une colonne de pompage, puis la répartit par un anneau de distribution. L’eau ruisselle à travers les billes d’argiles puis retombe dans le réservoir. Le mouvement continu du flux de la solution fait se gorger d’oxygène et humidifie constamment les racines ; celles-ci y puisent la nourriture plus facilement.
L'ensemble est simple d'utilisation et peut fonctionner de façon autonome. Il diminue l’évaporation car l’arrosage se fait directement aux racines. Il nécessite un système de relais et de pompe le liant à un réservoir.

### NFT
Conçue dans les années 1960 et 1970, c’est une des techniques sans substrat et à flux continu les plus utilisées en horticulture. Elle a été utilisée également pour la culture de tomates, ou de salades.
Comme il est très difficile d’aérer un liquide stagnant, le milieu nutritif circule sur une faible épaisseur (une fine pellicule d’eau) sous les racines, ce qui apporte une forte oxygénation du liquide nutritif, d’où le nom de Nutrient film technique,.
La solution nutritive qui est envoyée dans les rigoles par une pompe située dans un réservoir s’enrichit en oxygène au niveau de la surface du film liquide grâce à son déplacement continu. L’arrosage s’effectue par ruissellement sous les racines des plantes, qui sont disposées dans une sorte de buse ou gouttière légèrement inclinée, de façon que le liquide retourne dans le réservoir après avoir été en contact avec les racines.
Ce système fonctionne en circuit fermé, ce qui signifie une évaporation limitée, et une économie en eau. La solution doit cependant être réajustée en permanence aussi bien en volume qu’en concentration en éléments minéraux, la solution étant absorbée par les plantes.

### Système à marée
Cette technique consiste à faire pousser des végétaux sur du substrat placé dans des conteneurs étanches de matière plastique appelés tables à marée. Ils sont appelés ainsi car ils ressemblent à de grandes tables possédant un rebord d’une hauteur pouvant varier de dix à une vingtaine de centimètres.
Il existe plusieurs possibilités de cultures avec ce système : soit on peut placer des billes d’argiles, soit des enveloppes ou différents substrats directement dans la table, ou dans des pots pour l’enracinement des plantes en horticulture. Les plus couramment utilisés sont le coco, les billes d’argile ou les pains de laines de roche. Les substrats sont alimentés en solution nutritive par leur partie inférieure pendant un laps de temps assez court mais fréquemment l’eau y demeure un certain temps selon le substrat, puis la gravité la fait évacuer dans le réservoir. En règle générale, l’eau arrive par le dessous de la table, grâce à une pompe qui est placée dans un réservoir situé sous celle-ci. Pour éviter que l’eau stagne après l’arrosage, un système de drainage est placé sur le fond de la table pour que l’eau s’écoule par un tuyau qui retourne dans le réservoir après récupération, le cycle recommence. Ce qui permet aux racines de se réoxygéner après chaque cycle d’arrosage.
Grâce à ce système, les racines ont facilement accès à la nourriture ainsi qu’à l’oxygène.
Ce système permet une densité de plantation supérieure aux autres systèmes. De plus, il est assez simple de régler le pH ainsi que l’EC de la solution. Dans un tel système, les plantes sont arrosées en même temps et avec la même quantité de solution nutritive, ce qui diminue les différences de tailles des plantes et garantit une homogénéité des récoltes. Ce système permet un gain de temps et d’argent. L'approche n'est pas adaptée à toutes les cultures. Ce système à solution recyclée est surtout utilisé pour les cultures de plantes vertes sous serre.
L'évaporation de l'eau est non négligeable.

### Système goutte à goutte
Ce système de culture est un système sur substrat qui nécessite des goutteurs ou capillaires, ainsi qu’un tuyau de distribution et une pompe. En culture hors-sol sur substrat, on utilise au moins un goutteur par plante. Mais, pour plus de fiabilité, on en utilise deux par plante. La solution nutritive est distribuée aux plantes par irrigation discontinue sur la surface supérieure de l’enveloppe ou du pot puis ruisselle par gravité vers le dessous du substrat. Les pots et les enveloppes sont percés dans le fond pour permettre à l’eau de s’écouler.
Grâce à ce système, on peut arroser les plantes directement aux racines. Ce système est l’un des plus répandus actuellement.(les systèmes de plus en plus sont munis de récupérateur de solution nutritive, un bac contenant la ou les plante(s) et un autre qui contient la solution en dessous qui lui-même est percé pour y laisser passer le surplus.) De plus si les solutions sont récupérées, il ne peut, en principe, y avoir contamination des sols. De par ce fait, ce sont des systèmes peu polluants[réf. nécessaire].

## Substrats
On entend par substrat une substance inerte chimiquement (qui est incapable de réagir avec d’autres substances), qui remplace la terre, et qui est utilisé comme support de culture pour les plantes. Il doit protéger les racines de la lumière et leur permettre de respirer. Mais le substrat véhicule aussi la solution nutritive jusqu’aux racines des plantes.
Il existe plusieurs substrats, se distinguant par leurs caractéristiques et en particulier le coût, le poids, l'impact écologique de leur production et des déchets après utilisation, leur durabilité en nombre de saisons, leur capacité de rétention d'eau, leur neutralité.
Ces substrats peuvent être utilisés selon différentes dispositions :ainsi que plusieurs variantes d’utilisation :
- Le substrat peut se placer en vrac dans des bacs ;
- Le substrat peut se trouver dans des enveloppes ou des sacs disposés horizontalement (par exemple remplies de coco) ;
- Le substrat peut être sous forme de pains entouré de film plastique opaque, et être disposé horizontalement, soit sur des tables, soit sur le sol (il s’agit de pains de laines de roches), ou encore verticalement ;
- Le substrat peut être suspendu dans des sacs verticalement sous les serres (en utilisant par exemple de la perlite).

### Perlite
La perlite a l’aspect de granulés de litière pour chat, de couleur blanche. C’est un sable siliceux d’origine volcanique contenant de l’eau qui est expansé industriellement par un traitement à la chaleur (1 200 °C). Il est composé de silice, d’alumine, d’oxyde de fer, d’oxyde de titane, de chaux, de magnésie, d’oxyde de sodium et de potasse. Il a une très grande capacité de rétention d’eau (4 à 5 fois son poids) son pH est de 7 à 7,2, et il s’utilise pour la culture sur substrat, pure ou mixte.

### Vermiculite
La vermiculite a l’aspect de granulés. C’est un silicate d’alumine (mica) qui est expansé par un traitement à la chaleur. Il est composé de magnésie et d’alumine. Il est très léger et a une grande capacité de rétention d’eau (environ 350 L/m3), tout en assurant un bon drainage. Son pH est de 7 à 7,2.

### Substrats de culture volcanique
Constitués de mélange de matières premières d’origine volcanique, les substrats de culture volcanique combinent aussi pour certains des ensemencements organiques permettant d’approcher les caractéristiques biologiques d'un sol cultivé avec des avantages physicochimiques permettant d’excellents rendements. Ces mêmes substrats dans des formulations adaptées sont utilisables pour la création de toits végétalisés.
Ce type de substrat est souvent utilisé dans des bacs ou des pots, pour la réalisation de semis, ou lors de l’enracinement des boutures.
- avantages :
  - il est très léger ;
  - il a une très bonne capacité de rétention d’eau ;
  - il est chimiquement inerte ;
  - il est isolant.
- inconvénients :
  - parfois très polluant quand le transport depuis des contrées lointaines de substrat de vermiculite se fait grâce à des énergies fossiles ;
  - son prix est très élevé ;
  - il se dégrade facilement en poussière et se tasse ;
  - il s’envole facilement car il est très léger ;
  - il est difficile à désinfecter.

### Billes d’argile
Ce matériau ressemble à de petites boules brunes que l’on utilise pour recouvrir les pots de fleurs. Ces granulés sont obtenus par un traitement à forte chaleur de l'argile. L’argile expansé possède un bon pouvoir isolant, ce qui est nécessaire pour protéger les racines des changements de température.
Il est composé de silice, d’alumine, d’oxydes de fer, et de soufre. Sa capacité de rétention en eau est de 15 % en masse. Il est utilisé pour la culture en container, sur des systèmes de tables à marées, ou à une
plus petite échelle dans des systèmes hydroponiques à flux continu. Contrairement à la laine de roche, les
billes d’argile sont un substrat durable, sain, écologique (?).

### Laine de roche
La laine de roche est un substrat léger, très utilisé pour les semis mais qui l'est quelquefois sur toute la durée de vie des plantes. Ces laines de roche sont fabriquées industriellement. C’est une diversification de certains déchets - des silicates - produits par les hauts fourneaux. Les produits en laine de roche peuvent être conçus pour retenir de grandes quantités d'eau et d'air qui facilitent la croissance des racines et l'absorption des nutriments en hydroponie. Leur nature fibreuse fournit également une bonne structure mécanique pour maintenir la plante stable. Le pH naturellement élevé de la laine minérale la rend initialement impropre à la croissance des plantes et nécessite un conditionnement pour produire une laine au pH approprié et stable. Un de ses particularités est une humidité qui peut varier entre la surface et l’intérieur, avec une surface asséchée et l’intérieur du support saturé d’eau. Ce n’est pas une matière organique ni une matière compostable. Les pains ou cubes de laine roche peuvent être utilisés pour un nombre très réduit de cycles de culture puis deviennent impropres à cette utilisation,
,.

### Fibres de coco
Ce matériau se trouve sous forme de pains ou sous forme brut à placer dans des bacs, ou des pots. La fibre de coco est fabriquée à partir de l’écorce de noix de coco râpée, puis traitée. Elle est de pH neutre, c’est un substrat inerte.
- Avantages :
  - Le coco en sac s’utilise seul dans des pots comme la terre ;
  - Il est réutilisable à condition d'être désinfecté entre chaque utilisation ;
  - Il est très aéré et augmente la formation de microracines ;
  - Sec, il est très léger ;
  - Il a une forte capacité de rétention d'eau (10 fois son poids) ;
  - Il est assez bon marché compte tenu du fait qu'il peut se réutiliser plusieurs fois ;
  - Il est dénué de parasites au départ ou de maladies du sol ;
  - Il a une faible inertie thermique ;
  - Il est biodégradable en ce qui concerne le substrat ;

- Inconvénients :
  - Ce système est polluant car la production et le transport depuis des contrées lointaines de substrat de noix de coco se fait grâce à des énergies fossiles ;
  - Il perd de sa porosité au cours de son utilisation ;
  - Il demande des engrais adaptés beaucoup plus chers.

## Applications
La culture hydroponique peut être mise en place dans des exploitations agricoles de toutes tailles, pour répondre à des besoins différents.

### Expansion des espaces agricoles
Ces techniques hydroponiques s'avèrent utiles pour développer l'agriculture dans des régions où les terres fertiles sont insuffisantes et où la sécheresse est importante, nécessitant un usage optimisé de l'eau. C'est ce type de besoin qui a amené par exemple des centaines d'exploitants agricoles à utiliser des approches originales de culture , en Tunisie, dans la lagune de Ghar El Melh, sur des parcelles sablonneuses dès le XVIIe siècle.

### Production de fruits et légumes hors-saison

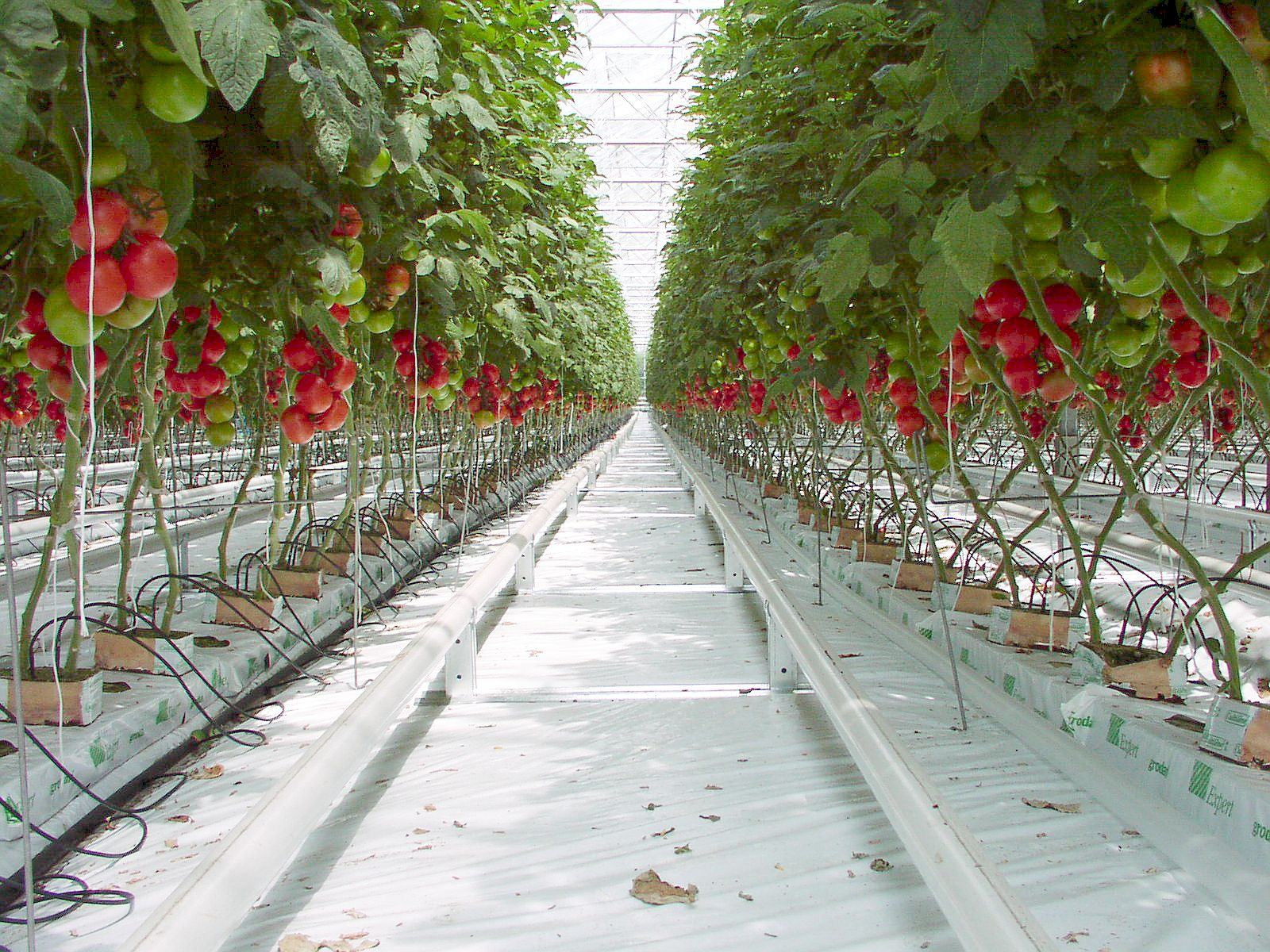
Culture hydroponique de tomates sous serre, pour une production en dehors de la saison naturelle

C'est l'application de l'hydroponie qui a fait l'objet d'une forte croissance à la fin du XXe siècle. La demande du marché a été grandissante pendant plusieurs décennies. Mais  des critiques gastronomiques et environnementales ont été soulevées dans les décennies qui ont suivi.
Des hangars de production de fleurs hors-sols ont également été créés à la fin du XXe siècle, aux Pays-Bas notamment, pour répondre aux besoins du marché occidental en la matière, avec les demandes de consommateurs en variétés de fleurs hors-saison pour divers évènements.
Cette application des techniques hydroponiques fait appel à l’utilisation d'énergies fossiles, et participe ainsi au réchauffement climatique.

### Agriculture urbaine
Cette pratique d'hydroponie favorise l'essor de l'agriculture urbaine car elle permet de produire des cultures sans terres agricoles disponibles. Elle peut donc être réalisée en ville, sur des toits (comme les Fermes Lufa), dans des garages des bâtiments, ou encore des containers (choix de la  start-up Agricool par exemple,). Certaines de ces installations cherchent essentiellement à obtenir une production agricole la plus locale possible. D'autres ont surtout pour objectif d'apporter une végétalisation des espaces urbains, et sont situés davantage en plein air, sur des terrasses ou des toits par exemple. Dans certains projets architecturaux, de tels espaces sont conçus dès le départ, mais une culture sans terre s'intègre plus facilement dans un bâti existant qu'une culture traditionnelle, du fait d'un poids plus réduit sur ce bâti et d'une disposition des plants qui peut être verticale.
Cette agriculture urbaine peut être également le fait de particuliers, souhaitant aménager, dans le cadre de leur habitat, un potager de taille réduite sur une terrasse, un balcon, ou en intérieur. Leur objectif est de se faire plaisir et de gagner en autonomie sur une alimentation saine, à la croisée de la culture hydroponique et de la permaculture, en respectant une exigence environnementale et sans aucun usage de pesticide.

## Cultures hydroponiques et cultures biologiques
Même lorsqu'elle n'emploie pas de pesticides, l'hydroponie n'est pas qualifiée de culture bio car les cultures hors sol n'ont pas le droit d'être labellisé comme agriculture biologique.
Par contre, les rejets sont contrôlés : il n'y a pas de rejets dans la nappe phréatique de polluants contrairement à l'agriculture conventionnelle (voir aussi Pollution de l'eau par les nitrates, Pollution de l'eau par les pesticides).
L'eau peut être potentiellement quasi totalement recyclée. Les besoins en eau sont par conséquent extrêmement réduit comparé aux cultures en sol. Il faut par exemple 13 à 14 litres d'eau pour produire 1 kg de tomates en serre contre plus de 200 litres pour une culture en sol.
Les besoins en surface agricole peuvent être drastiquement réduits grâce aux rendements beaucoup plus importants qui peuvent être obtenus. Les rendements étant 15 à 20 fois supérieurs aux cultures en sol.